# 謝爾吉耶夫鎮區

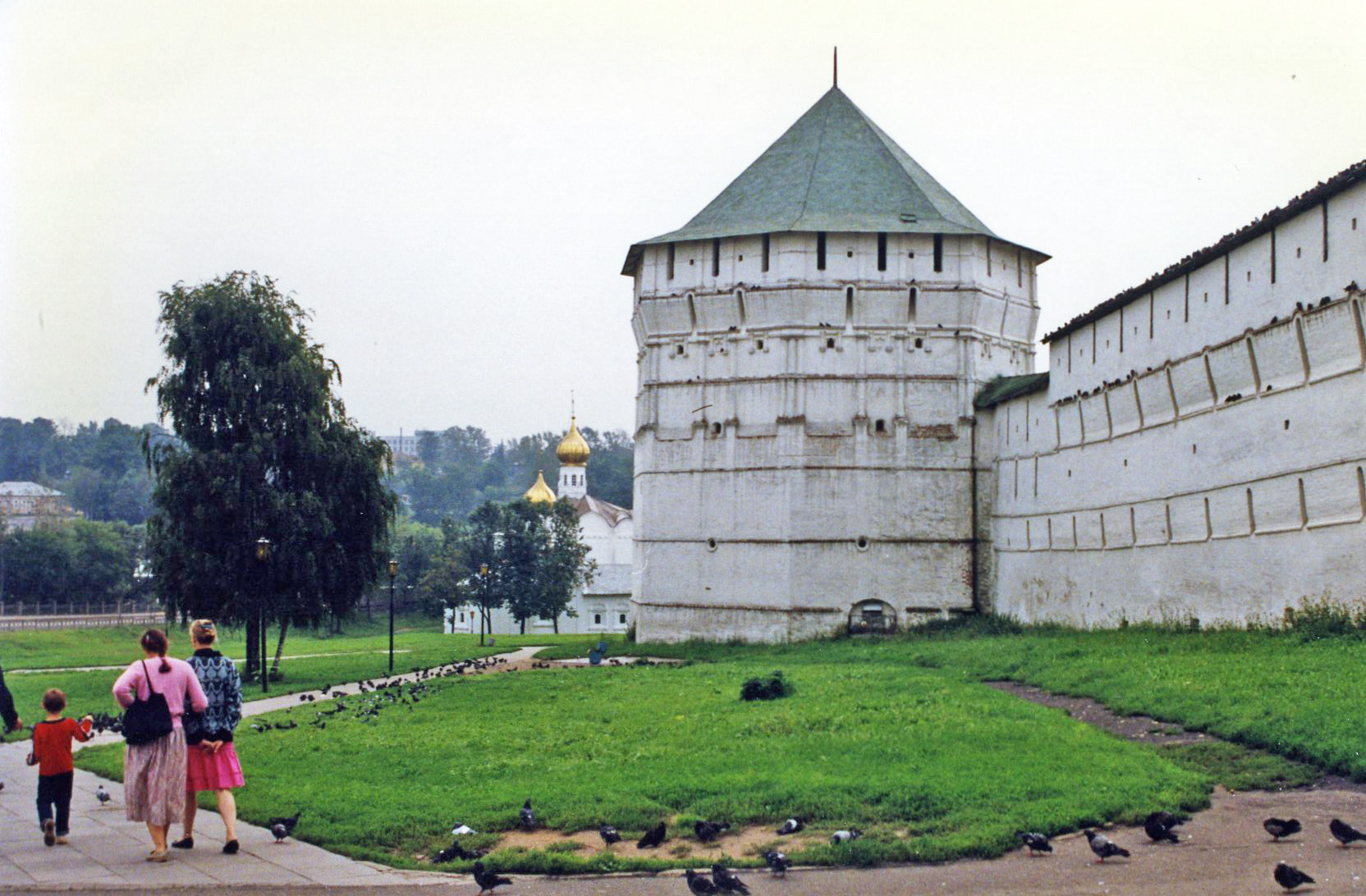

56°18′N 38°08′E / 56.300°N 38.133°E
謝爾吉耶夫鎮區（俄语：Сергиево-Посадский район），是俄羅斯的一個區，位於該國西部，由莫斯科州負責管轄，面積1,997.14平方公里，2010年人口225,693，人口密度每平方公里113.01人。